# Tone Wieten

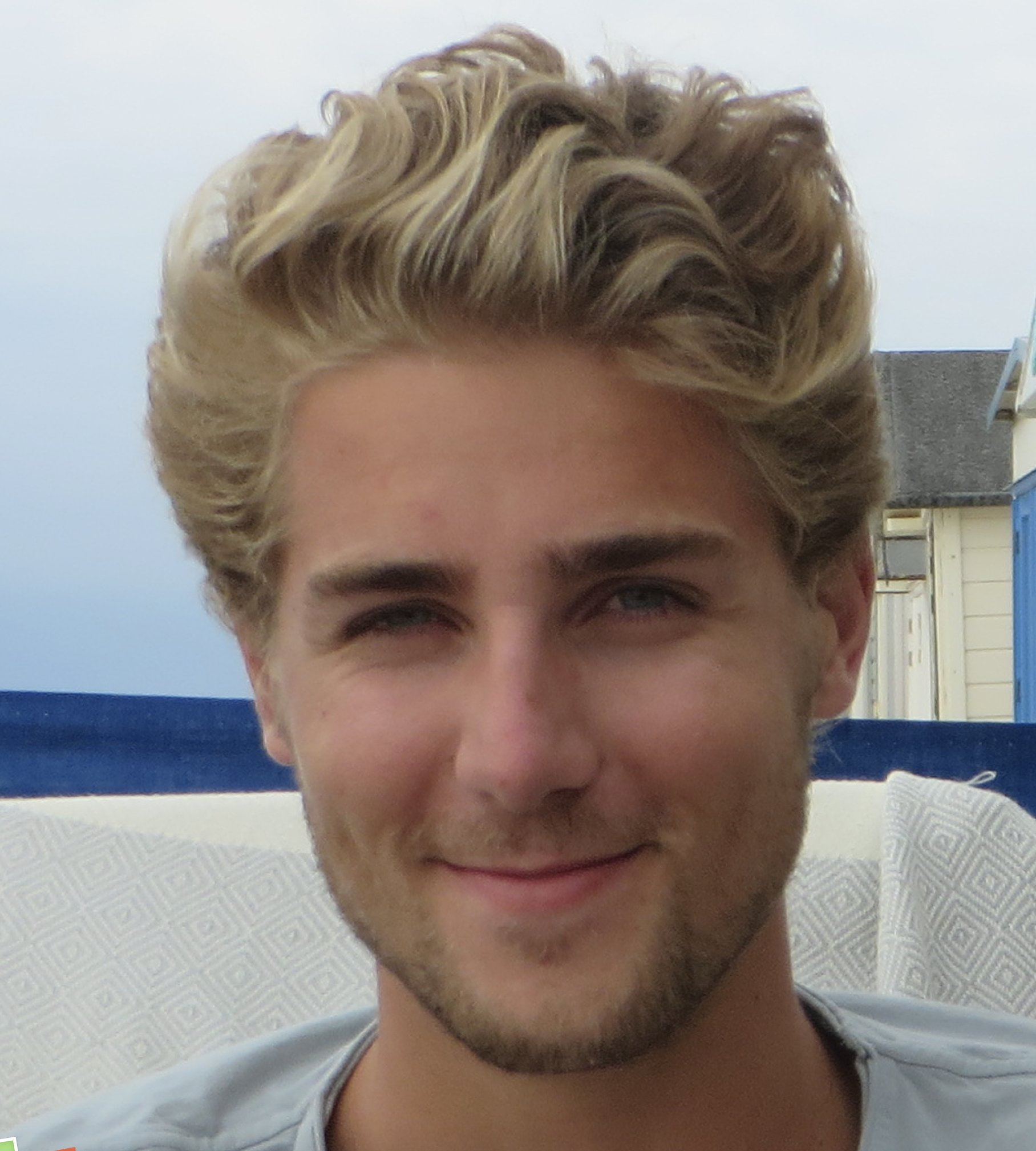
Wieten in 2018

Tone Wieten (* 17. März 1994 in Amsterdam) ist ein niederländischer Ruderer, der 2016 Olympiadritter mit dem Achter war. 2021 und 2024 wurde er Olympiasieger im Doppelvierer.

## Sportliche Karriere
Der 2,02 m große Ruderer belegte 2013 bei den U23-Weltmeisterschaften mit dem Achter den elften Platz, im Jahr darauf erreichte der Achter den neunten Platz. 2015 ruderte Wieten im niederländischen Achter ohne Altersbeschränkung. Nach einem sechsten Platz bei den Europameisterschaften gewann die Crew bei den Weltmeisterschaften 2015 die Bronzemedaille hinter den Briten und den Deutschen. 2016 siegte der niederländische Achter bei den Weltcupregatten in Varese und Luzern. Dazwischen belegte der Achter den sechsten Platz bei den Europameisterschaften. Bei den Olympischen Spielen in Rio de Janeiro erkämpfte der niederländische Achter mit Dirk Uittenbogaard, Boaz Meylink, Kaj Hendriks, Boudewijn Röell, Olivier Siegelaar, Tone Wieten, Mechiel Versluis, Robert Lücken und Steuermann Peter Wiersum die Bronzemedaille hinter den britischen Weltmeistern und den deutschen Europameistern.
Bei den Europameisterschaften 2017 waren mit Meylink, Hendriks, Wieten, Versluis und Lücken noch fünf Ruderer aus dem Vorjahres-Achter dabei, hinzu kamen Roel Braas, Ruben Knab, Bjorn van den Ende und Steuermann Diederik van Engelenburg. Dieser neue Achter gewann hinter den Großbooten aus Deutschland und aus Polen die Bronzemedaille. 2018 ruderte Wieten im Vierer ohne Steuermann und belegte den fünften Platz bei den Europameisterschaften sowie den vierten Platz bei den Weltmeisterschaften. 2019 trat Wieten im Doppelvierer an. Die niederländische Crew mit Dirk Uittenbogaard, Abe Wiersma, Tone Wieeten und Koen Metsemakers gewann den Titel bei den Europameisterschaften in Luzern vor den Italienern. Bei den Weltmeisterschaften in Linz siegten die Niederländer vor den Polen und den Italienern. In der gleichen Besetzung gewannen die Niederländer auch 2020 bei den Europameisterschaften in Posen. Nachdem die Niederländer bei den Europameisterschaften 2021 Zweite hinter den Italienern waren, siegten sie bei den Olympischen Spielen in Tokio vor den Briten und Australiern.
Nach einem Jahr Pause saß Wieten 2023 wieder im niederländischen Doppelvierer. Bei den Europameisterschaften 2023 in Bled gewannen die Polen den Titel vor Finn Florijn, Simon van Dorp, Tone Wieten und Koen Metsemakers, Dritte wurden die Italiener. Drei Monate später bei den Weltmeisterschaften in Belgrad siegten Lennart van Lierop, Finn Florijn, Wieten und Metsemakers vor den Italienern und den Polen. 2024 gab es bei den Olympischen Spielen in Paris den gleichen Einlauf wie in Belgrad, Lennart van Lierop, Finn Florijn, Tone Wieten und Koen Metsemakers gewannen vor den Italienern und den Polen. 